# Wangjing
Wangjing là một thị xã và là một nagar panchayat của quận Thoubal thuộc bang Manipur, Ấn Độ.

## Địa lý
Wangjing có vị trí 24°36′B 94°02′Đ / 24,6°B 94,03°Đ Nó có độ cao trung bình là 766 mét (2513 feet).

## Nhân khẩu
Theo điều tra dân số năm 2001 của Ấn Độ, Wangjing có dân số 6970 người. Phái nam chiếm 49% tổng số dân và phái nữ chiếm 51%. Wangjing có tỷ lệ 62% biết đọc biết viết, cao hơn tỷ lệ trung bình toàn quốc là 59,5%: tỷ lệ cho phái nam là 73%, và tỷ lệ cho phái nữ là 52%. Tại Wangjing, 15% dân số nhỏ hơn 6 tuổi.